# Errk-Oykangand-Nationalpark
Der Errk-Oykangand-Nationalpark (englisch Errk Oykangand National Park), bis 2009 auch Mitchell-Alice-Rivers-Nationalpark, ist ein etwa 382 km² großer Nationalpark auf der Cape York Peninsula in Queensland, Australien. Es ist ein Park, der von den Aborigines zusammen mit der Nationalparkverwaltung von Queensland unter dem Status Cape York Peninsula Aboriginal Land (CYPAL) verwaltet wird.

## Lage
Der Park befindet sich in der Region Far North Queensland am Zusammenfluss des Mitchell und Alice Rivers. Er liegt etwa 335 km westlich von Cooktown und 270 km nordöstlich von Normanton. Zugang zum Park gibt es nur mit Allradfahrzeugen von der Kowanyama–Pompuraaw Road, dabei muss der Mitchell River bei Shelfo Crossing, einer breiten Felsplatte, gequert werden. Während der Regenzeit zwischen November und Juli ist der Park unzugänglich. Im Park liegen einige Kulturstätten der Aborigines, die nicht betreten werden dürfen.

## Flora
Zwischen dem Alice und Mitchell River gelegen, schützt der Errk-Oykangand-Nationalpark eine Landschaft voller Kontraste. Schöne, groß gewachsene Eukalypten, "Cabbage-tree Palms" (Livistona australis) und "Milky Pines" (Cerbera) säumen die fruchtbare Flussbänke des Mitchell Rivers, während entlang des Alice Rivers "Bloodwoods" (Corymbia), "Cooktown Ironwoods" (Erythrophleum chlorostachys) und "Ti-trees" (Leptospermum ) auf Sand und Lehm gedeihen. Zwischen den beiden Flüsse liegt Savannenlandschaft, der Boden ist während der Trockenzeit hart und rissig, wird oft zu einem riesigen See während der feuchteren Monate.